# Epilohmanniidae
Epilohmanniidae är en familj av kvalster. Epilohmanniidae ingår i överfamiljen Epilohmannioidea, ordningen Sarcoptiformes, klassen spindeldjur, fylumet leddjur och riket djur. Enligt Catalogue of Life omfattar familjen Epilohmanniidae 47 arter. 
Epilohmanniidae är enda familjen i överfamiljen Epilohmannioidea.
Kladogram enligt Catalogue of Life:
| Epilohmanniidae | \| \| Epilohmannia \| \| \| \| \| \| Epilohmannoides \| \| \| \| |
|                 | \| \| Epilohmannia \| \| \| \| \| \| Epilohmannoides \| \| \| \| |
|                 | Epilohmannia                                                     |
|                 |                                                                  |
|                 | Epilohmannoides                                                  |
|                 |                                                                  |